# Younginiformes
Els younginiformes (Younginiformes) són un ordre extint de sauròpsids diàpsids basals. El mon, proposat per Alfred Romer el 1947, va reemplaçar el d'Eosuchia.
Eosuchia, va ser posat per Robert Broom el 1914, s'havia convertit en un calaix de sastre que incloïa formes diverses i poc relacionades que havien viscut des del Carbonífer fins a l'Eocè. Romer va proposar que fos substituït per Younginiformes, grup en el qual va incloure la família Younginidae i algunes altres similars, del Permià al Triàsic; a la pràctica poden considerar-se com a eosucs en sentit estricte.
Segons estudis recents, tampoc és clar que els Younginiformes siguin un grup monofilètic i podrien representar un grau evolutiu dels diàpsids permo-triàsics de Sud-àfrica que agruparia una col·lecció de gèneres no més estretament emparentats entre ells que amb la resta dels rèptils

## Taxonomia
Els younginiformes en sentit estricte inclouen els següents gèneres:
- ?Noteosuchus
- Galesphyrus
- Heleosuchus
- Thadeosaurus
- Youngina
- Hovasaurus
- Tangasaurus
- Kenyasaurus
- Acerosodontosaurus[2]